# Carl Almquist
Carl Almquist, född 19 maj 1848 i Sörby, Almby socken, död 8 december 1924 i Hove i Storbritannien, var en svensk-engelsk glasmålare.
Carl Almquist var yngste son till bonden Lars Eric Jansson, som avled 1852 och lämnade fyra minderåriga barn efter sig. Familjen hade inte möjlighet att behålla gården; modern fick bo kvar på undantag, medan Carls äldre bröder på 1860-talet emigrerade till USA. Carl fick dock möjlighet att studera, först vid Karolinska läroverket och 1866–1869 vid Örebro tekniska elementarskola. Han antog under studietiden namnet Almquist efter födelsesocknen.

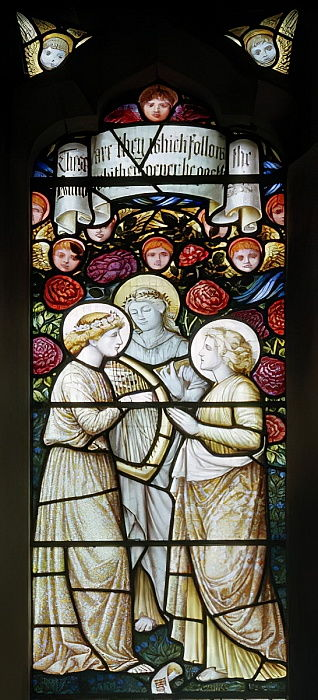
En glasmålning designad av Carl Almquist, producerad av Shrigley and Hunt cirka 1890. Den finns i kyrkan St Tysilio i Llantysilio i Wales.

Efter studierna blev han assistent åt Adolf Kjellström under dennes arbete med restaureringen av Nicolaikyrkan. Han deltog även vid renoveringen av Sköllersta kyrka. Med stöd av Kjellström och intyg från Wilhelm Gumælius sökte och beviljades Almquist 1870 understöd från Kommerskollegium för att resa till England för att studera medeltida glasmålningskonst. Almqvist sågs av Kjellström som en utomordentlig glasmålare. I England blev han elev hos Henry Holiday. Tanken var från början att Almquist endast skulle stanna ett år, men det stod snart klart att han behövde stanna längre för att lära sig tekniken ordentligt. Holiday uppskattade dock sin lärjunge och erbjöd honom en mindre lön under det andra året. Holiday erbjöd honom även att följa honom på en betald resa ned till Italien mot att han kopierade en del fresker åt honom, men avböjde då han trodde att vistelsen i Italien skulle innebära stora utgifter. För Holidays räkning utförde han en del målningar i Rochdale Town Hall, och under 1871 arbetade han en del för firman Powell of Whitefriars. Från 1871 utförde han även del del figurer för fönstren i Trinity College Chapel i Cambridge för Holidays räkning. Samtidigt utförde han skisser för Nicolaikyrkan i Örebro som han skickade till Kjellström i Sverige. 1875 lämnade Almquist Holiday och gick över till Lancasterfirman Shrigley & Hunt, där han ritade motiv till glas och kakelplattor. Han fick en bra lön, men samtidigt ett strikt avtal som förbjöd honom att arbeta för någon annan. Trots vissa konflikter med sin arbetsgivare kom han att bli kvar hos firman till 1916. Han fortsatte även efter det att åta sig enskilda uppdrag för firman. Efter sin pension ägnade han sig främst åt att måla tavlor. Flera gånger hade han planer på att återvända till Sverige men förhinder kom i vägen. 1880 påbörjade han ett besök till hemlandet men insjuknade under resan i Belgien och måste vila vid en kurort. Han hade planer på att inköpa ett hus i Örebro där han skulle bosätta sig efter pensioneringen, men förlorade sina investeringar under första världskriget.
Glasmålningar av honom finns i Olaus Petri kyrka, Örebro som invigdes 1912.